# Grays Prairie
Le village de Grays Prairie est situé dans le comté de Kaufman, dans l’État du Texas, aux États-Unis. Sa population s’élevait à 337 habitants lors du recensement de 2010, estimée à 364 habitants en 2016.

## Source
- (en) Cet article est partiellement ou en totalité issu de l’article de Wikipédia en anglais intitulé « Grays Prairie, Texas » (voir la liste des auteurs).